# Rally di Catalogna 2003
Il Rally di Catalogna 2003, ufficialmente denominato 39º Rallye Catalunya Costa Brava - Rallye de España, è stata la tredicesima e penultima tappa del campionato del mondo rally 2003 nonché la trentanovesima edizione del Rally di Catalogna e la quattordicesima con valenza mondiale. La manifestazione si è svolta dal 24 al 26 ottobre sugli asfalti della Costa Brava, in Catalogna, con base a Lloret de Mar, cittadina situata sulla costa; si gareggiò invece sulle colline a nord-ovest di Lloret del Mar e il parco assistenza per i concorrenti venne allestito a Vic, a metà strada tra Barcellona e il confine francese.
L'evento è stato vinto dal francese Gilles Panizzi, navigato dal fratello Hervé, alla guida di una Peugeot 206 WRC della squadra ufficiale Marlboro Peugeot Total, al loro settimo successo in carriera, il secondo consecutivo in terra catalana e il primo in stagione, ottenuto proprio in occasione della sua ultima gara con la casa francese, precedendo la coppia formata dal connazionale Sébastien Loeb e dal monegasco Daniel Elena, su Citroën Xsara WRC della scuderia Citroën Total, e quella composta dall'estone Markko Märtin e dal britannico Michael Park, al volante di una Ford Focus RS WRC 03 del team Ford Rallye Sport.
Alla luce di questo risultato e alla vigilia del Rally di Gran Bretagna, appuntamento finale della stagione, i giochi per l'assegnazione dei due titoli rimasero aperti, con ben quattro piloti a giocarsi l'iride: Sébastien Loeb e Carlos Sainz in testa con 63 punti, Petter Solberg a 62 e Richard Burns a quota 58, mentre per i costruttori la battaglia sarà tutta francese, con Peugeot e Citroën a contendersi l'ambito titolo marche.
In Catalogna si disputava anche la sesta e penultima tappa del campionato Junior WRC, che ha visto vincere l'equipaggio francese costituito da Brice Tirabassi e Jacques-Julien Renucci, su Renault Clio S1600, al loro terzo successo stagionale di categoria dopo le vittorie conseguite a Monte Carlo e in Grecia. Anche in questa serie il titolo piloti verrà deciso all'ultima gara in Gran Bretagna.

## Dati della prova
| Denominazione ufficiale              | Rallye Catalunya Costa Brava - Rallye de España |
| Tappa N°                             | 13 di 14                                        |
| Edizione N°                          | 39                                              |
| Data manifestazione                  | da venerdì 24/10/2003 a domenica 26/10/2003     |
| Sede ospitante                       | Lloret de Mar (provincia di Girona, Catalogna)  |
| Sede del parco assistenza            | Vic (provincia di Barcellona, Catalogna)        |
| Superficie                           | Asfalto                                         |
| Iscritti                             | 49                                              |
| Partiti                              | 47                                              |
| Arrivati                             | 33 (70,2 %)                                     |
| Prove speciali                       | 22                                              |
| Prova più breve                      | 5,05 km (PS5 e PS13: Taradell)                  |
| Prova più lunga                      | 35,18 km (PS19 e PS22: Viladrau)                |
| Prova più lenta                      | velocità media di 89,29 km/h (PS22: Viladrau 2) |
| Prova più veloce                     | velocità media di 119,21 km/h (PS14: Olost 2)   |
| Lunghezza complessiva prove speciali | 381,18 km (24,5% della distanza totale)         |
| Lunghezza complessiva trasferimenti  | 1172,54 km                                      |
| Distanza totale                      | 1553,72 km                                      |

## Itinerario
| Frazione            | Prova  | Ora    | Nome                      | Partenza                  | Arrivo                    | Lunghezza | Totale    |
| ------------------- | ------ | ------ | ------------------------- | ------------------------- | ------------------------- | --------- | --------- |
| Frazione 1 (24 ott) |        | 07:55  | Assistenza – Vic (20 min) | Assistenza – Vic (20 min) | Assistenza – Vic (20 min) | –         | 146,36 km |
| Frazione 1 (24 ott) | PS1    | 08:48  | La Trona 1                | Sant Hipòlit de Voltregà  | Sant Boi de Lluçanès      | 13,17 km  | 146,36 km |
| Frazione 1 (24 ott) | PS2    | 09:21  | Alpens - Les Llosses 1    | Alpens                    | Les Llosses               | 21,80 km  | 146,36 km |
| Frazione 1 (24 ott) | PS3    | 10:29  | La Pobla de Lillet 1      | Gombrèn                   | Sant Jaume de Frontanyà   | 22,55 km  | 146,36 km |
| Frazione 1 (24 ott) |        | 12:29  | Assistenza – Vic (20 min) | Assistenza – Vic (20 min) | Assistenza – Vic (20 min) | –         | 146,36 km |
| Frazione 1 (24 ott) | PS4    | 13:12  | Sant Julia 1              | Sant Julià de Vilatorta   | Sant Hilari Sacalm        | 26,27 km  | 146,36 km |
| Frazione 1 (24 ott) | PS5    | 14:05  | Taradell 1                | Viladrau                  | Taradell                  | 5,05 km   | 146,36 km |
| Frazione 1 (24 ott) |        | 14:39  | Assistenza – Vic (20 min) | Assistenza – Vic (20 min) | Assistenza – Vic (20 min) | –         | 146,36 km |
| Frazione 1 (24 ott) | PS6    | 15:32  | La Trona 2                | Sant Hipòlit de Voltregà  | Sant Boi de Lluçanès      | 13,17 km  | 146,36 km |
| Frazione 1 (24 ott) | PS7    | 16:05  | Alpens - Les Llosses 2    | Alpens                    | Les Llosses               | 21,80 km  | 146,36 km |
| Frazione 1 (24 ott) | PS8    | 17:13  | La Pobla de Lillet 2      | Gombrèn                   | Sant Jaume de Frontanyà   | 22,55 km  | 146,36 km |
| Frazione 1 (24 ott) |        | 18:58  | Assistenza – Vic (45 min) | Assistenza – Vic (45 min) | Assistenza – Vic (45 min) | –         | 146,36 km |
|                     |        |        |                           |                           |                           |           |           |
| Frazione 2 (25 ott) |        | 08:10  | Assistenza – Vic (20 min) | Assistenza – Vic (20 min) | Assistenza – Vic (20 min) | –         | 131,26 km |
| Frazione 2 (25 ott) | PS9    | 08:53  | Olost 1                   | Gurb                      | Prats de Lluçanès         | 23,08 km  | 131,26 km |
| Frazione 2 (25 ott) | PS8    | 09:41  | Lluca 1                   | Lluçà                     | Sant Agustí de Lluçanès   | 14,04 km  | 131,26 km |
| Frazione 2 (25 ott) | PS11   | 10:09  | Sant Boi de Llucanes 1    | Sant Boi de Lluçanès      | Sant Hipòlit de Voltregà  | 12,85 km  | 131,26 km |
| Frazione 2 (25 ott) |        | 10:59  | Assistenza – Vic (20 min) | Assistenza – Vic (20 min) | Assistenza – Vic (20 min) | –         | 131,26 km |
| Frazione 2 (25 ott) | PS12   | 11:42  | Sant Julia 2              | Sant Julià de Vilatorta   | Sant Hilari Sacalm        | 26,27 km  | 131,26 km |
| Frazione 2 (25 ott) | PS13   | 12:35  | Taradell 2                | Viladrau                  | Taradell                  | 5,05 km   | 131,26 km |
| Frazione 2 (25 ott) |        | 13:29  | Assistenza – Vic (20 min) | Assistenza – Vic (20 min) | Assistenza – Vic (20 min) | –         | 131,26 km |
| Frazione 2 (25 ott) | PS14   | 14:12  | Olost 2                   | Gurb                      | Prats de Lluçanès         | 23,08 km  | 131,26 km |
| Frazione 2 (25 ott) | PS15   | 15:00  | Lluca 2                   | Lluçà                     | Sant Agustí de Lluçanès   | 14,04 km  | 131,26 km |
| Frazione 2 (25 ott) | PS16   | 15:28  | Sant Boi de Llucanes 2    | Sant Boi de Lluçanès      | Sant Hipòlit de Voltregà  | 12,85 km  | 131,26 km |
| Frazione 2 (25 ott) |        | 16:03  | Assistenza – Vic (45 min) | Assistenza – Vic (45 min) | Assistenza – Vic (45 min) | –         | 131,26 km |
|                     |        |        |                           |                           |                           |           |           |
| Frazione 3 (26 ott) |        | 06:40  | Assistenza – Vic (20 min) | Assistenza – Vic (20 min) | Assistenza – Vic (20 min) | –         | 103,56 km |
| Frazione 3 (26 ott) | PS17   | 07:43  | Sant Bartomeu del Grau 1  | Olost                     | Gurb                      | 11,55 km  | 103,56 km |
| Frazione 3 (26 ott) | PS18   | 08:19  | La Roca 1                 | Taradell                  | Viladrau                  | 5,05 km   | 103,56 km |
| Frazione 3 (26 ott) | PS19   | 08:47  | Viladrau 1                | Viladrau                  | Sant Julià de Vilatorta   | 35,18 km  | 103,56 km |
| Frazione 3 (26 ott) |        | 10:07  | Assistenza – Vic (20 min) | Assistenza – Vic (20 min) | Assistenza – Vic (20 min) | –         | 103,56 km |
| Frazione 3 (26 ott) | PS20   | 11:10  | Sant Bartomeu del Grau 2  | Olost                     | Gurb                      | 11,55 km  | 103,56 km |
| Frazione 3 (26 ott) | PS21   | 11:46  | La Roca 2                 | Taradell                  | Viladrau                  | 5,05 km   | 103,56 km |
| Frazione 3 (26 ott) | PS22   | 12:14  | Viladrau 2                | Viladrau                  | Sant Julià de Vilatorta   | 35,18 km  | 103,56 km |
| Frazione 3 (26 ott) |        | 13:04  | Assistenza – Vic (20 min) | Assistenza – Vic (20 min) | Assistenza – Vic (20 min) | –         | 103,56 km |
| Totale              | Totale | Totale | Totale                    | Totale                    | Totale                    | Totale    | 381,18 km |

## Risultati

### Classifica
| Pos.                         | Nº       | Pilota                | Co-pilota              | Auto                   | Squadra                | Classe    | Tempo     | Distacco | Punti    |
| Generale                     | Generale | Generale              | Generale               | Generale               | Generale               | Generale  | Generale  | Generale | Generale |
| ---------------------------- | -------- | --------------------- | ---------------------- | ---------------------- | ---------------------- | --------- | --------- | -------- | -------- |
| 1.                           | 3        | Gilles Panizzi        | Hervé Panizzi          | Peugeot 206 WRC (2002) | Marlboro Peugeot Total | WRC       | 3h55'09"4 | –        | 10       |
| 2.                           | 18       | Sébastien Loeb        | Daniel Elena           | Citroën Xsara WRC      | Citroën Total          | WRC       | 3h55'22"4 | +13"0    | 8        |
| 3.                           | 4        | Markko Märtin         | Michael Park           | Ford Focus RS WRC 03   | Ford Rallye Sport      | WRC       | 3h55'23"0 | +13"6    | 6        |
| 4.                           | 5        | François Duval        | Stéphane Prévot        | Ford Focus RS WRC 03   | Ford Rallye Sport      | WRC       | 3h56'04"8 | +55"4    | 5        |
| 5.                           | 7        | Petter Solberg        | Phil Mills             | Subaru Impreza WRC2003 | 555 Subaru WRT         | WRC       | 3h56'20"2 | +1'10"8  | 4        |
| 6.                           | 1        | Marcus Grönholm       | Timo Rautiainen        | Peugeot 206 WRC (2002) | Marlboro Peugeot Total | WRC       | 3h56'38"5 | +1'29"1  | 3        |
| 7.                           | 19       | Carlos Sainz          | Marc Martí             | Citroën Xsara WRC      | Citroën Total          | WRC       | 3h56'52"4 | +1'43"0  | 2        |
| 8.                           | 8        | Tommi Mäkinen         | Kaj Lindström          | Subaru Impreza WRC2003 | 555 Subaru WRT         | WRC       | 3h57'04"5 | +1'55"1  | 1        |
| 9.                           | 17       | Colin McRae           | Derek Ringer           | Citroën Xsara WRC      | Citroën Total          | WRC       | 3h58'24"6 | +3'15"2  | -        |
| 10.                          | 20       | Philippe Bugalski     | Jean-Paul Chiaroni     | Citroën Xsara WRC      | Citroën Total          | WRC       | 4h00'23"0 | +5'13"6  | -        |
| Campionato piloti Junior WRC |          |                       |                        |                        |                        |           |           |          |          |
| 1. (17.)                     | 61       | Brice Tirabassi       | Jacques-Julien Renucci | Renault Clio S1600     | -                      | A6 / JWRC | 4h16'33"7 | –        | 10       |
| 2. (19.)                     | 74       | Kris Meeke            | Chris Patterson        | Opel Corsa S1600       | -                      | A6 / JWRC | 4h18'06"2 | +1'32"5  | 8        |
| 3. (21.)                     | 69       | Salvador Cañellas Jr. | Xavier Amigò Colón     | Suzuki Ignis S1600     | -                      | A6 / JWRC | 4h18'41"8 | +2'08"1  | 6        |
| 4. (22.)                     | 52       | Daniel Carlsson       | Mattias Andersson      | Suzuki Ignis S1600     | -                      | A6 / JWRC | 4h20'40"2 | +4'06"5  | 5        |
| 5. (24.)                     | 71       | Urmo Aava             | Kuldar Sikk            | Suzuki Ignis S1600     | -                      | A6 / JWRC | 4h23'06"1 | +6'32"4  | 4        |
| 6. (25.)                     | 64       | Ville-Pertti Teuronen | Mikko Markkula         | Suzuki Ignis S1600     | -                      | A6 / JWRC | 4h23'14"2 | +6'40"5  | 3        |
| 7. (27.)                     | 65       | Abdo Feghali          | Joseph Matar           | Ford Puma S1600        | -                      | A6 / JWRC | 4h27'21"3 | +10'47"6 | 3        |
| 8. (29.)                     | 63       | Massimo Ceccato       | Mitia Dotta            | Fiat Punto S1600       | -                      | A6 / JWRC | 4h30'58"7 | +14'25"0 | 1        |

| Principali ritiri | Principali ritiri | Principali ritiri | Principali ritiri | Principali ritiri      | Principali ritiri      | Principali ritiri | Principali ritiri | Principali ritiri |
| PS                | Nº                | Pilota            | Co-pilota         | Auto                   | Squadra                | Classe            | Causa             | Pos.              |
| ----------------- | ----------------- | ----------------- | ----------------- | ---------------------- | ---------------------- | ----------------- | ----------------- | ----------------- |
| PS 9              | 14                | Didier Auriol     | Denis Giraudet    | Škoda Fabia WRC        | Škoda Motorsport       | WRC               | Frizione          | 15º               |
| PS 19             | 2                 | Richard Burns     | Robert Reid       | Peugeot 206 WRC (2002) | Marlboro Peugeot Total | WRC               | Incidente         | 6º                |

Legenda
| Icona | Classe                                                                                  |
| ----- | --------------------------------------------------------------------------------------- |
| WRC   | Equipaggio di classe A8 che può conquistare punti per il campionato costruttori WRC     |
| WRC   | Equipaggio di classe A8 che non può conquistare punti per il campionato costruttori WRC |
| PWRC  | Equipaggio registrato al campionato PWRC                                                |
| JWRC  | Equipaggio registrato al campionato Junior WRC                                          |
|       | Ulteriori classificazioni                                                               |

### Prove speciali
| Frazione            | Prova | Ora   | Nome                     | Lunghezza | Vincitori                       | Tempo   | Velocità media | Leader del rally             |
| ------------------- | ----- | ----- | ------------------------ | --------- | ------------------------------- | ------- | -------------- | ---------------------------- |
| Frazione 1 (24 ott) | PS1   | 08:48 | La Trona 1               | 13,17 km  | Petter Solberg Phil Mills       | 8'23"6  | 94,15 km/h     | Petter Solberg Phil Mills    |
| Frazione 1 (24 ott) | PS2   | 09:21 | Alpens - Les Llosses 1   | 21,80 km  | Sébastien Loeb Daniel Elena     | 13'07"3 | 99,68 km/h     | Sébastien Loeb Daniel Elena  |
| Frazione 1 (24 ott) | PS3   | 10:29 | La Pobla de Lillet 1     | 22,55 km  | Sébastien Loeb Daniel Elena     | 15'03"5 | 89,85 km/h     | Sébastien Loeb Daniel Elena  |
| Frazione 1 (24 ott) | PS4   | 13:12 | Sant Julia 1             | 26,27 km  | Sébastien Loeb Daniel Elena     | 15'35"3 | 101,11 km/h    | Sébastien Loeb Daniel Elena  |
| Frazione 1 (24 ott) | PS5   | 14:05 | Taradell 1               | 5,05 km   | Markko Märtin Michael Park      | 2'56"2  | 103,18 km/h    | Sébastien Loeb Daniel Elena  |
| Frazione 1 (24 ott) | PS6   | 15:32 | La Trona 2               | 13,17 km  | Gilles Panizzi Hervé Panizzi    | 8'15"7  | 95,65 km/h     | Sébastien Loeb Daniel Elena  |
| Frazione 1 (24 ott) | PS7   | 16:05 | Alpens - Les Llosses 2   | 21,80 km  | Sébastien Loeb Daniel Elena     | 13'10"6 | 99,27 km/h     | Sébastien Loeb Daniel Elena  |
| Frazione 1 (24 ott) | PS8   | 17:13 | La Pobla de Lillet 2     | 22,55 km  | Sébastien Loeb Daniel Elena     | 14'55"3 | 90,67 km/h     | Sébastien Loeb Daniel Elena  |
|                     |       |       |                          |           |                                 |         |                | Sébastien Loeb Daniel Elena  |
| Frazione 2 (25 ott) | PS9   | 08:53 | Olost 1                  | 23,08 km  | Gilles Panizzi Hervé Panizzi    | 11'39"4 | 118,80 km/h    | Sébastien Loeb Daniel Elena  |
| Frazione 2 (25 ott) | PS10  | 09:41 | Lluca 1                  | 14,04 km  | Markko Märtin Michael Park      | 8'15"9  | 101,92 km/h    | Sébastien Loeb Daniel Elena  |
| Frazione 2 (25 ott) | PS11  | 10:09 | Sant Boi de Llucanes 1   | 12,85 km  | Gilles Panizzi Hervé Panizzi    | 8'06"7  | 95,05 km/h     | Sébastien Loeb Daniel Elena  |
| Frazione 2 (25 ott) | PS12  | 11:42 | Sant Julia 2             | 26,27 km  | François Duval Stéphane Prévot  | 15'30"4 | 101,65 km/h    | Sébastien Loeb Daniel Elena  |
| Frazione 2 (25 ott) | PS13  | 12:35 | Taradell 2               | 5,05 km   | Richard Burns Robert Reid       | 2'58"3  | 101,96 km/h    | Sébastien Loeb Daniel Elena  |
| Frazione 2 (25 ott) | PS14  | 14:12 | Olost 2                  | 23,08 km  | Markko Märtin Michael Park      | 11'37"0 | 119,21 km/h    | Sébastien Loeb Daniel Elena  |
| Frazione 2 (25 ott) | PS15  | 15:00 | Lluca 2                  | 14,04 km  | Markko Märtin Michael Park      | 8'19"5  | 101,19 km/h    | Sébastien Loeb Daniel Elena  |
| Frazione 2 (25 ott) | PS16  | 15:28 | Sant Boi de Llucanes 2   | 12,85 km  | Sébastien Loeb Daniel Elena     | 8'05"5  | 95,28 km/h     | Sébastien Loeb Daniel Elena  |
|                     |       |       |                          |           |                                 |         |                | Sébastien Loeb Daniel Elena  |
| Frazione 3 (26 ott) | PS17  | 07:43 | Sant Bartomeu del Grau 1 | 11,55 km  | Petter Solberg Phil Mills       | 6'27"2  | 107,39 km/h    | Sébastien Loeb Daniel Elena  |
| Frazione 3 (26 ott) | PS18  | 08:19 | La Roca 1                | 5,05 km   | Roman Kresta Jan Tománek        | 3'16"2  | 92,66 km/h     | Sébastien Loeb Daniel Elena  |
| Frazione 3 (26 ott) | PS19  | 08:47 | Viladrau 1               | 35,18 km  | Tommi Mäkinen Kaj Lindström     | 23'19"8 | 90,48 km/h     | Sébastien Loeb Daniel Elena  |
| Frazione 3 (26 ott) | PS20  | 11:10 | Sant Bartomeu del Grau 2 | 11,55 km  | Markko Märtin Michael Park      | 6'29"4  | 106,78 km/h    | Sébastien Loeb Daniel Elena  |
| Frazione 3 (26 ott) | PS21  | 11:46 | La Roca 2                | 5,05 km   | Marcus Grönholm Timo Rautiainen | 3'22"2  | 89,91 km/h     | Sébastien Loeb Daniel Elena  |
| Frazione 3 (26 ott) | PS22  | 12:14 | Viladrau 1               | 35,18 km  | Gilles Panizzi Hervé Panizzi    | 23'38"4 | 89,29 km/h     | Gilles Panizzi Hervé Panizzi |

## Classifiche mondiali
Classifica piloti
| Pos. | Pos. | Pilota             | Punti |
| ---- | ---- | ------------------ | ----- |
| 1    | 3    | Sébastien Loeb     | 63    |
| 2    | 1    | Carlos Sainz       | 63    |
| 3    | 1    | Petter Solberg     | 62    |
| 4    | 1    | Richard Burns      | 58    |
| 5    | 1    | Markko Märtin      | 49    |
| 6    | 1    | Marcus Grönholm    | 46    |
| 7    |      | Colin McRae        | 40    |
| 8    | 3    | Gilles Panizzi     | 27    |
| 9    |      | François Duval     | 26    |
| 10   | 2    | Tommi Mäkinen      | 24    |
| 11   | 1    | Harri Rovanperä    | 18    |
| 12   |      | Toni Gardemeister  | 9     |
| 13   |      | Didier Auriol      | 4     |
| 14   |      | Mikko Hirvonen     | 3     |
| 15   |      | Cédric Robert      | 3     |
| 16   |      | Alister McRae      | 3     |
| 17   |      | Armin Schwarz      | 3     |
| 18   |      | Janne Tuohino      | 2     |
| 19   |      | Philippe Bugalski  | 1     |
| 20   |      | Freddy Loix        | 1     |
| 21   |      | Alistair Ginley    | 1     |
| 22   |      | Sebastian Lindholm | 1     |

Classifica costruttori WRC
| Pos. | Pos. | Squadra                  | Punti |
| ---- | ---- | ------------------------ | ----- |
| 1    |      | Citroën Total            | 147   |
| 2    |      | Marlboro Peugeot Total   | 142   |
| 3    |      | 555 Subaru WRT           | 93    |
| 4    |      | Ford Rallye Sport        | 89    |
| 5    |      | Škoda Motorsport         | 21    |
| 6    |      | Hyundai World Rally Team | 12    |